# Coppa di Germania 2023-2024 (pallavolo maschile)
La Coppa di Germania 2023-2024, 34ª edizione della coppa nazionale di pallavolo maschile, si è svolta dal 21 ottobre 2023 al 3 marzo 2024: al torneo hanno partecipato venti squadre di club tedesche e la vittoria finale è andata per la settima volta, la seconda consecutiva, allo Charlottenburg.

## Formula
La formula ha previsto primo turno, ottavi di finale, quarti di finale, semifinali e finale.

## Squadre partecipanti
- Bitterfeld-Wolfen
- Charlottenburg
- Dachau
- Dürener
- Freiburger
- Friedrichshafen
- Giesen
- Gotha
- Herrsching
- Karlsruhe

- Kieler MTV
- Kriftel
- Lindow-Gransee
- Lüneburg
- Mondorf
- Netzhoppers
- Rottenburg
- Schüttorf
- Schwaig
- Unterhaching

## Torneo

### Tabellone
|  | Ottavi di finale  | Ottavi di finale |  |  | Quarti di finale  | Quarti di finale |            |   | Semifinali     | Semifinali |                |   | Finale | Finale |  |
|  |                   |                  |  |  |                   |                  |            |   |                |            |                |   |        |        |  |
|  | Giesen            | 3                |  |  |                   |                  |            |   |                |            |                |   |        |        |  |
|  | Unterhaching      | 0                |  |  | Giesen            | 3                |            |   |                |            |                |   |        |        |  |
|  | Kriftel           | 0                |  |  | Freiburger        | 0                |            |   |                |            |                |   |        |        |  |
|  | Freiburger        | 3                |  |  |                   |                  |            |   | Giesen         | 0          |                |   |        |        |  |
|  | Schüttorf         | 1                |  |  |                   |                  | Herrsching | 3 |                |            |                |   |        |        |  |
|  | Herrsching        | 3                |  |  | Herrsching        | 3                |            |   |                |            |                |   |        |        |  |
|  | Mondorf           | 2                |  |  | Dürener           | 2                |            |   |                |            |                |   |        |        |  |
|  | Dürener           | 3                |  |  |                   |                  |            |   | Herrsching     | 0          |                |   |        |        |  |
|  | Gotha             | 3                |  |  |                   |                  |            |   |                |            | Charlottenburg | 3 |        |        |  |
|  | Netzhoppers       | 0                |  |  | Gotha             | 0                |            |   |                |            |                |   |        |        |  |
|  | Friedrichshafen   | 2                |  |  | Charlottenburg    | 3                |            |   |                |            |                |   |        |        |  |
|  | Charlottenburg    | 3                |  |  |                   |                  |            |   | Charlottenburg | 3          |                |   |        |        |  |
|  | Lüneburg          | 3                |  |  |                   |                  | Lüneburg   | 2 |                |            |                |   |        |        |  |
|  | Karlsruhe         | 0                |  |  | Lüneburg          | 3                |            |   |                |            |                |   |        |        |  |
|  | Dachau            | 1                |  |  | Bitterfeld-Wolfen | 1                |            |   |                |            |                |   |        |        |  |
|  | Bitterfeld-Wolfen | 3                |  |  |                   |                  |            |   |                |            |                |   |        |        |  |

### Risultati

#### Primo turno
| 21 ottobre 2023 Dreifelderhalle, Gransee Durata: 1h:51 - Spettatori: 200               | Lindow-Gransee | 1 - 3 | Schüttorf | 25-27, 25-22, 23-25, 20-25 |
| 21 ottobre 2023 Hein-Dahlinger-Halle, Kiel Durata: 1h:15 - Spettatori: 186             | Kieler MTV     | 0 - 3 | Mondorf   | 19-25, 18-25, 19-25        |
| 22 ottobre 2023 Hans-Simon-Halle, Schwaig bei Nürnberg Durata: 1h:42 - Spettatori: 119 | Schwaig        | 1 - 3 | Kriftel   | 24-26, 17-25, 25-19, 23-25 |
| 22 ottobre 2023 Volksbank-Arena, Rottenburg am Neckar Durata: 1h:24 - Spettatori: 300  | Rottenburg     | 0 - 3 | Gotha     | 23-25, 23-25, 20-25        |

#### Ottavi di finale
| 8 novembre 2023 Vechtehalle, Schüttorf Durata: 1h:38 - Spettatori: 473                   | Schüttorf       | 1 - 3 | Herrsching        | 25-22, 13-25, 19-25, 21-25        |
| 4 novembre 2023 Hardtberghalle, Bonn Durata: 2h:20 - Spettatori: 852                     | Mondorf         | 2 - 3 | Dürener           | 28-30, 25-17, 22-25, 32-30, 13-15 |
| 4 novembre 2023 Sporthalle Weingartenschule, Kriftel Durata: 1h:20 - Spettatori: 300     | Kriftel         | 0 - 3 | Freiburger        | 18-25, 21-25, 20-25               |
| 5 novembre 2023 Ernestiner Sporthalle, Gotha Durata: 1h:08 - Spettatori: 150             | Gotha           | 3 - 0 | Netzhoppers       | 25-15, 25-18, 25-16               |
| 4 novembre 2023 Spacetech Arena, Friedrichshafen Durata: 2h:21 - Spettatori: 1 000       | Friedrichshafen | 2 - 3 | Charlottenburg    | 20-25, 25-22, 28-26, 19-25, 13-15 |
| 4 novembre 2023 LKH Arena, Luneburgo Durata: 1h:18 - Spettatori: 1 778                   | Lüneburg        | 3 - 0 | Karlsruhe         | 25-21, 25-17, 25-15               |
| 4 novembre 2023 Sporthalle der FOS-BOS, Unterschleißheim Durata: 1h:33 - Spettatori: 100 | Dachau          | 1 - 3 | Bitterfeld-Wolfen | 15-25, 25-18, 24-26, 22-25        |
| 5 novembre 2023 Volksbank-Arena, Hildesheim Durata: 1h:07 - Spettatori: 1 387            | Giesen          | 3 - 0 | Unterhaching      | 25-15, 25-11, 25-16               |

#### Quarti di finale
| 18 novembre 2023 LKH Arena, Luneburgo Durata: 1h:23 - Spettatori: 1 532                | Lüneburg   | 3 - 1 | Bitterfeld-Wolfen | 25-12, 22-25, 25-12, 25-17        |
| 18 novembre 2023 Volksbank-Arena, Hildesheim Durata: 1h:09 - Spettatori: 913           | Giesen     | 3 - 0 | Freiburger        | 25-17, 25-13, 25-12               |
| 18 novembre 2023 Nikolaushalle, Herrsching am Ammersee Durata: 2h:08 - Spettatori: 650 | Herrsching | 3 - 2 | Dürener           | 25-23, 21-25, 13-25, 27-25, 15-12 |
| 19 novembre 2023 Goldberghalle, Ohrdruf Durata: 1h:18 - Spettatori: 800                | Gotha      | 0 - 3 | Charlottenburg    | 23-25, 19-25, 18-25               |

#### Semifinali
| 6 dicembre 2023 Volksbank-Arena, Hildesheim Durata: 1h:10 - Spettatori: 1 712  | Giesen         | 0 - 3 | Herrsching | 20-25, 14-25, 14-25               |
| 6 dicembre 2023 Max-Schmeling-Halle, Berlino Durata: 2h:10 - Spettatori: 3 614 | Charlottenburg | 3 - 2 | Lüneburg   | 25-20, 21-25, 25-19, 16-25, 15-11 |

#### Finale
| 3 marzo 2024 SAP Arena, Mannheim Durata: 1h:14 - Spettatori: 10 887 | Herrsching | 0 - 3 | Charlottenburg | 13-25, 18-25, 23-25 |